# Estrela (Lisboa)
Estrela é uma freguesia portuguesa do município de Lisboa, pertencente à Zona do Centro Histórico da capital, com 4,60 km² de área e 20267 habitantes (censo de 2021). A sua densidade populacional é 4 405,9 hab./km².

## História
Foi criada no âmbito da reorganização administrativa de Lisboa de 2012, que entrou em vigor após as eleições autárquicas de 2013, resultando da agregação integral das antigas freguesias da Lapa, Prazeres e Santos-o-Velho.

## Demografia
A população registada nos censos foi:
| Distribuição da População por Grupos Etários | Distribuição da População por Grupos Etários | Distribuição da População por Grupos Etários | Distribuição da População por Grupos Etários | Distribuição da População por Grupos Etários |
| -------------------------------------------- | -------------------------------------------- | -------------------------------------------- | -------------------------------------------- | -------------------------------------------- |
| Ano                                          | 0-14 Anos                                    | 15-24 Anos                                   | 25-64 Anos                                   | > 65 Anos                                    |
| 2021                                         | 3013                                         | 2107                                         | 10956                                        | 4191                                         |

À data da junção das freguesias, a população registada no censo anterior foi:

Freguesias existentes antes da criação em 2012 da freguesia da Estrela.

| Freguesia atual | Freguesia atual  | Freguesia atual | Freguesias antigas | Freguesias antigas | Freguesias antigas |
| Freguesia       | População (2011) | Área (km²)      | Freguesia          | População (2011)   | Área (km²)         |
| --------------- | ---------------- | --------------- | ------------------ | ------------------ | ------------------ |
| Estrela         | 20 128           | 4,60            | Lapa               | 8000               | 0,74               |
| Estrela         | 20 128           | 4,60            | Prazeres           | 8096               | 1,57               |
| Estrela         | 20 128           | 4,60            | Santos-o-Velho     | 4020               | 0,53               |

## Sede e Delegações da Junta de Freguesia
Sede / Centro Comunitário da Estrela (Lapa) - Rua Almeida Brandão, 39
Centro Comunitário da Madragoa (Santos-o-Velho) - Rua da Esperança, 49, R/C
Loja de Freguesia do Ceuta Sul (Prazeres) - Avenida de Ceuta (Sul), lote 3 – loja 2

## Património
- Abadia de Nossa Senhora da Nazaré do Mocambo ou Convento das Bernardas ou Real Mosteiro de Nossa Senhora da Nazaré do Mocambo
- Basílica da Estrela ou Basílica do Coração de Jesus
- Cemitério dos Prazeres
- Casa de António Sérgio
- Chafariz da Esperança
- Chafariz das Janelas Verdes
- Cinema Cinearte ou Companhia de Teatro A Barraca
- Conjunto do Palácio das Necessidades ou Convento de São Filipe de Néri (antigo)
- Convento das Trinas do Mocambo
- Edifício na Rua das Janelas Verdes, n.ºs 70 a 78
- Edifício do Teatro Casa da Comédia
- Edifício na Calçada das Necessidades, n.ºs 6 a 6A
- Gare Marítima de Alcântara ou Estação Marítima de Alcântara
- Gare Marítima da Rocha do Conde de Óbidos ou Estação Marítima da Rocha do Conde de Óbidos
- Hospital Militar de Lisboa
- Igreja de São Francisco de Paula
- Igreja Lusitana Católica Apostólica Evangélica
- Igreja de Santos-o-Velho
- Jardim da Estrela
- Museu Nacional de Arte Antiga ou Museu das Janelas Verdes ou Palácio Alvor
- Palacete dos Condes de Penha Longa e Olivais ou Palacete da Lapa
- Palacete dos Viscondes de Sacavém
- Palacete do Conde de Agrolongo
- Palácio do Conde de Óbidos ou Palácio onde está instalada a Cruz Vermelha Portuguesa
- Palácio de São Bento, escadaria exterior e jardim confinante com a residência do Primeiro-Ministro ou Convento de São Bento da Saúde (antigo)
- Túmulo da Rainha D. Mariana Vitória, na Igreja de São Francisco de Paula.

### Outros
- Palácio do Marquês de Abrantes - sede da Embaixada de França

## Arruamentos
A freguesia da Estrela contém 177 arruamentos. São eles:
- Alto da Cova da Moura
- Avenida Álvares Cabral[nota 4]
- Avenida da Índia[nota 5]
- Avenida de Brasília[nota 6]
- Avenida de Ceuta[nota 7]
- Avenida Dom Carlos I[nota 8]
- Avenida Infante Santo
- Avenida José Manuel de Mello
- Avenida Vinte e Quatro de Julho[nota 9]
- Beco da Bolacha
- Beco da Galheta
- Beco das Pirralhas
- Beco do Funileiro
- Beco do Machadinho
- Beco do Olival
- Beco do Tremoceiro
- Beco dos Capachinhos
- Beco dos Contrabandistas
- Calçada da Estrela[nota 8]
- Calçada da Pampulha
- Calçada das Necessidades
- Calçada de Castelo Picão
- Calçada do Livramento
- Calçada Marquês de Abrantes[nota 8]
- Calçada Ribeiro Santos
- Casal de Colares
- Corredor da Torrinha
- Escadaria José António Marques
- Escadinhas da Praia
- Estrada do Loureiro
- Estrada dos Prazeres[nota 4]
- Jardim Elisa Baptista de Sousa Pedroso
- Jardim Nove de Abril
- Largo das Necessidades
- Largo de Santos
- Largo do Dr. José de Figueiredo
- Largo do Rilvas
- Largo Vitorino Damásio
- Pátio do Pinzaleiro
- Praça da Armada
- Praça da Constituição de 1976
- Praça da Estrela
- Praça General Domingos de Oliveira[nota 10]
- Praça São João Bosco[nota 4]
- Rampa das Necessidades
- Rocha do Conde de Óbidos
- Rua Abílio Lopes do Rêgo
- Rua Almeida Brandão
- Rua Capitão Afonso Pala
- Rua Cascais[nota 10]
- Rua Coronel Ribeiro Viana[nota 4]
- Rua Correia Garção[nota 8]
- Rua da Arriaga
- Rua da Bela Vista à Lapa
- Rua da Correnteza de Baixo
- Rua da Costa
- Rua da Cova da Moura
- Rua da Esperança
- Rua da Estrela[nota 4]
- Rua da Imprensa à Estrela[nota 4]
- Rua da Lapa
- Rua das Francesinhas
- Rua das Janelas Verdes
- Rua das Madres
- Rua das Necessidades
- Rua das Praças
- Rua das Trinas
- Rua de Borges Carneiro
- Rua de Buenos Aires
- Rua de João de Deus
- Rua de Sant'Ana à Lapa[nota 4]
- Rua de Santo António à Estrela[nota 4]
- Rua de Santos-o-Velho
- Rua de São Bento[nota 11]
- Rua de São Bernardo[nota 4]
- Rua de São Caetano
- Rua de São Ciro
- Rua de São Domingos
- Rua de São Félix
- Rua de São Francisco de Borja
- Rua de São João da Mata
- Rua de São Jorge[nota 4]
- Rua do Arco a Alcântara
- Rua do Arco do Chafariz das Terras
- Rua do Borja
- Rua do Cais de Alcântara
- Rua do Cais do Tojo[nota 8]
- Rua do Conde
- Rua do Cura
- Rua do Guarda-Mor
- Rua do Jardim à Estrela
- Rua do Machadinho
- Rua do Meio à Lapa
- Rua do Olival
- Rua do Patrocínio[nota 4]
- Rua do Pau de Bandeira
- Rua do Possolo[nota 4]
- Rua do Prior
- Rua do Quelhas
- Rua do Sacramento a Alcântara
- Rua do Sacramento à Lapa
- Rua Dom Luís I[nota 8]
- Rua Domingos Sequeira[nota 4]
- Rua dos Contrabandistas
- Rua dos Ferreiros à Estrela
- Rua dos Industriais[nota 8]
- Rua dos Navegantes
- Rua dos Remédios à Lapa
- Rua Dr. Teófilo Braga[nota 4]
- Rua Embaixador Teixeira de Sampaio
- Rua Ferreira Borges[nota 4]
- Rua Garcia de Orta
- Rua Gervásio Lobato[nota 4]
- Rua Gilberto Rola
- Rua João Anastácio Rosa[nota 4]
- Rua João de Oliveira Miguens[nota 10]
- Rua Joaquim Casimiro
- Rua Jorge Alves
- Rua Maestro António Taborda
- Rua Maria Pia[nota 4]
- Rua Miguel Lupi
- Rua Possidónio da Silva[nota 4]
- Rua Presidente Arriaga
- Rua Prior do Crato
- Rua Ribeiro Sanches
- Rua Ricardo Espírito Santo
- Rua Santos Pinto
- Rua Saraiva de Carvalho[nota 4]
- Rua Tenente Valadim
- Rua Vicente Borga[10].

- Rua Vieira da Silva
- Travessa da Amoreira
- Travessa da Bela Vista
- Travessa da Conceição à Lapa
- Travessa da Costa
- Travessa da Cova da Moura
- Travessa da Cruz da Rocha
- Travessa da Horta Navia
- Travessa da Oliveira à Estrela
- Travessa da Paz
- Travessa da Trabuqueta
- Travessa das Almas
- Travessa das Atafonas
- Travessa das Inglesinhas
- Travessa das Isabéis
- Travessa das Necessidades
- Travessa de Dom Brás
- Travessa de José António Pereira
- Travessa de Miguel Lupi
- Travessa de Santo António a Santos
- Travessa de Santos
- Travessa de São Francisco de Borja
- Travessa de São João de Deus
- Travessa do Baluarte
- Travessa do Castro
- Travessa do Chafariz das Terras
- Travessa do Combro
- Travessa do Convento das Bernardas
- Travessa do Ferreiro
- Travessa do Jardim
- Travessa do Livramento
- Travessa do Moinho de Vento
- Travessa do Norte à Lapa
- Travessa do Olival a Santos
- Travessa do Outeiro
- Travessa do Pasteleiro
- Travessa do Patrocínio
- Travessa do Pé-de-Ferro
- Travessa do Pinheiro
- Travessa do Possolo
- Travessa do Sacramento a Alcântara
- Travessa do Tesouro
- Travessa dos Barbadinhos
- Travessa dos Brunos
- Travessa dos Ferreiros à Lapa
- Travessa Nova de Santos
- Triste Feia

Existiam ainda outros 9 arruamentos reconhecidos pela Câmara, mas não geridos directamente por esta:
- Pátio das Vacas (Rua de São Félix, 15)
- Pátio do Delfim (Rua do Cura, 24)
- Pátio do Rato (Rua das Trinas, 99)
- Pátio Gomes Pereira (Avenida Vinte e Quatro de Julho, 106)
- Pátio Loiça / Pátio Lousa (Rua Garcia de Orta, 11)
- Pátio Sem Nome (Rua Vicente Borga, 152)
- Pátio Sem Nome (Travessa do Pé-de-Ferro)
- Pátio Trinas (Rua das Trinas, 53)
- Vila Doroteia (Rua das Trinas, 61)